# Starlight dancer (single)
Starlight dancer was de negende single van de symfonische rockgroep Kayak.
Het lied, dat afkomstig is van het studioalbum met dezelfde titel is opgebouwd in het schema ABCA. De introductie bestaat uit een langzaam intro met een statige muziek en zangstem, anthemachtig aldus Scherpenzeel. Na twee coupletten (A) gaat na een muzikale brug (B) het tempo aanmerkelijk omhoog en is er sprake van een rocksong (C). Als de woede uitgeleefd is komt het beginthema (A) terug wederom in traag tempo; de song eindigt met een eenzame solo op de toetsinstrumenten. 
Het liedthema behandelt volgens de soldaat die in het gehele heelal heeft gestreden, maar daar uiteindelijk de nutteloosheid van inziet. Volgens Scherpenzeel tegenover Leo Blokhuis in 2021 gaat het in wezen over het scheppen van iets. Hij vergeleek het in dat gesprek met beeldhouwen. De beeldhouwer hakt of beitelt vanuit het blok steeds meer weg totdat het beeld er is. Scherpenzeel moest uit al de ideetjes die hij voor dit nummer had steeds meer weglaten totdat het lied er was. Basis voor het nummer ontstond tijdens een Britse tournee, waarbij Kayak en Jan Akkerman in Liverpool waren aangekomen. Volgens de componist zitten er autobiografische elementen (zoals in al zijn liedjes) in de tekst, maar het een autobiografisch nummer noemen ging hem te ver.
B-kant werd gevormd door het instrumentale Irene, een lofzang op de vrouw Irene Linders van bandleider Ton Scherpenzeel.

## Hitnotering
| "Starlight dancer" in de Nederlandse Top 40 - binnen 15-10-1977 | "Starlight dancer" in de Nederlandse Top 40 - binnen 15-10-1977 | "Starlight dancer" in de Nederlandse Top 40 - binnen 15-10-1977 | "Starlight dancer" in de Nederlandse Top 40 - binnen 15-10-1977 | "Starlight dancer" in de Nederlandse Top 40 - binnen 15-10-1977 | "Starlight dancer" in de Nederlandse Top 40 - binnen 15-10-1977 | "Starlight dancer" in de Nederlandse Top 40 - binnen 15-10-1977 | "Starlight dancer" in de Nederlandse Top 40 - binnen 15-10-1977 |
| Week                                                            | 1                                                               | 2                                                               | 3                                                               | 4                                                               | 5                                                               | 6                                                               |                                                                 |
| --------------------------------------------------------------- | --------------------------------------------------------------- | --------------------------------------------------------------- | --------------------------------------------------------------- | --------------------------------------------------------------- | --------------------------------------------------------------- | --------------------------------------------------------------- | --------------------------------------------------------------- |
| Nummer                                                          | 29                                                              | 19                                                              | 17                                                              | 30                                                              | 37                                                              | 40                                                              | uit                                                             |

| "Starlight dancer" in de Nederlandse Single Top 100 - binnen: 08-10-1977 | "Starlight dancer" in de Nederlandse Single Top 100 - binnen: 08-10-1977 | "Starlight dancer" in de Nederlandse Single Top 100 - binnen: 08-10-1977 | "Starlight dancer" in de Nederlandse Single Top 100 - binnen: 08-10-1977 | "Starlight dancer" in de Nederlandse Single Top 100 - binnen: 08-10-1977 | "Starlight dancer" in de Nederlandse Single Top 100 - binnen: 08-10-1977 | "Starlight dancer" in de Nederlandse Single Top 100 - binnen: 08-10-1977 |
| Week                                                                     | 1                                                                        | 2                                                                        | 3                                                                        | 4                                                                        | 5                                                                        |                                                                          |
| ------------------------------------------------------------------------ | ------------------------------------------------------------------------ | ------------------------------------------------------------------------ | ------------------------------------------------------------------------ | ------------------------------------------------------------------------ | ------------------------------------------------------------------------ | ------------------------------------------------------------------------ |
| Nummer                                                                   | 30                                                                       | 29                                                                       | 15                                                                       | 19                                                                       | 24                                                                       | uit                                                                      |

### NPO Radio 2 Top 2000
| Nummer met noteringen in de NPO Radio 2 Top 2000 | '99  | '00 | '01 | '02 | '03 | '04  | '05  | '06  | '07  | '08  | '09 | '10  | '11 | '12  | '13  | '14  | '15  | '16 | '17  |
| ------------------------------------------------ | ---- | --- | --- | --- | --- | ---- | ---- | ---- | ---- | ---- | --- | ---- | --- | ---- | ---- | ---- | ---- | --- | ---- |
| Starlight dancer                                 | 1116 | 720 | 691 | 646 | 696 | 1074 | 1034 | 1170 | 1629 | 1093 | 698 | 1093 | 938 | 1055 | 1163 | 1302 | 1608 | -   | 1786 |

1. ↑  Een '-' betekent dat het nummer niet was genoteerd en een vetgedrukt getal geeft de hoogste notering aan.
2. ↑  Deze tabel is bijgewerkt tot en met de laatste editie (2024).